# Porosteognathus
Porosteognathus es un género extinto de sinápsido teriodontos. Sus restos se hallaron en Isheevo Rusia (Tartaristán).